# Sopa de sangre

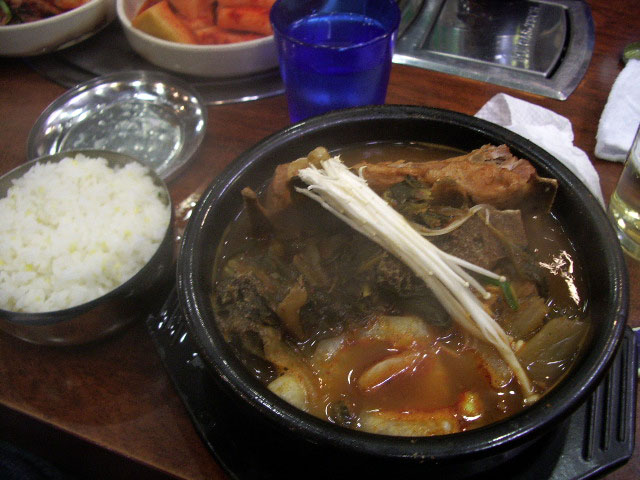
Haejangguk coreano elaborado con sangre de buey coagulada.

Sopa de sangre es un tipo de sopa donde uno de los ingredientes es sangre de uno o de diversos animales. Este tipo de sopas es habitual en algunas culturas.  Los animales suelen ser cerdo, o en cualquier otro caso de aves: patos, gansos, etc.

## Sopas de sangre
- Czernina, o sopa de sangre de pato, es una especialidad de la culinaria polaca.
- Dinuguan, es una sopa popular en la culinaria filipina elaborada con sangre de cerdo y morcillas
- Haejangguk, es una sopa cocina coreana elaborada con sangre coagulada de buey empleada como receta que minimiza la resaca.
- Juka, es una sopa típica de la culinaria lituana elaborada con sangre, es muy típica de la región de Dzūkija.
- Mykyrokka, una sopa tradicional de Finlandia
- Sopa de órganos de cerdo, es una sopa procedente de Singapur que contiene sangre de cerdo en forma de cubos. Con la aparición de enfermedades como la encefalitis japonesa se ha cesado de elaborar desde 1999.
- Svartsoppa, es una sopa consumida en Escania elaborada con sangre de ganso (a veces se pueden encontrar versiones de sangre de cerdo).
- Fritada, un tipo de sopa preparada con sangre de cabra (cabrito), es muy popular en Monterrey, México.
- Tiết canh, una sopa vietnamita elaborada con sangre de pato.